# Kazimierz Janiak (lekkoatleta)
Kazimierz Janiak (ur. 16 lutego 1931) – polski lekkoatleta, płotkarz.
Był mistrzem Polski w biegu na 400 metrów przez płotki w 1957, wicemistrzem na 400 m przez płotki w 1956, a także brązowym medalistą  w biegach na 400 metrów przez płotki w 1954 i na 200 metrów przez płotki w 1956. 
W latach 1956–1958 startował w dwunastu meczach reprezentacji Polski (13 startów), bez zwycięstw indywidualnych.
Rekordy życiowe:
- bieg na 110 metrów przez płotki – 15,1 (1961)
- bieg na 200 metrów przez płotki – 24,8 (1956)
- bieg na 400 metrów przez płotki – 54,1 (1957)

Był zawodnikiem warszawskich klubów: Gwardii, Startu  i Warszawianki.